# St. Peter und Paul (Börßum)

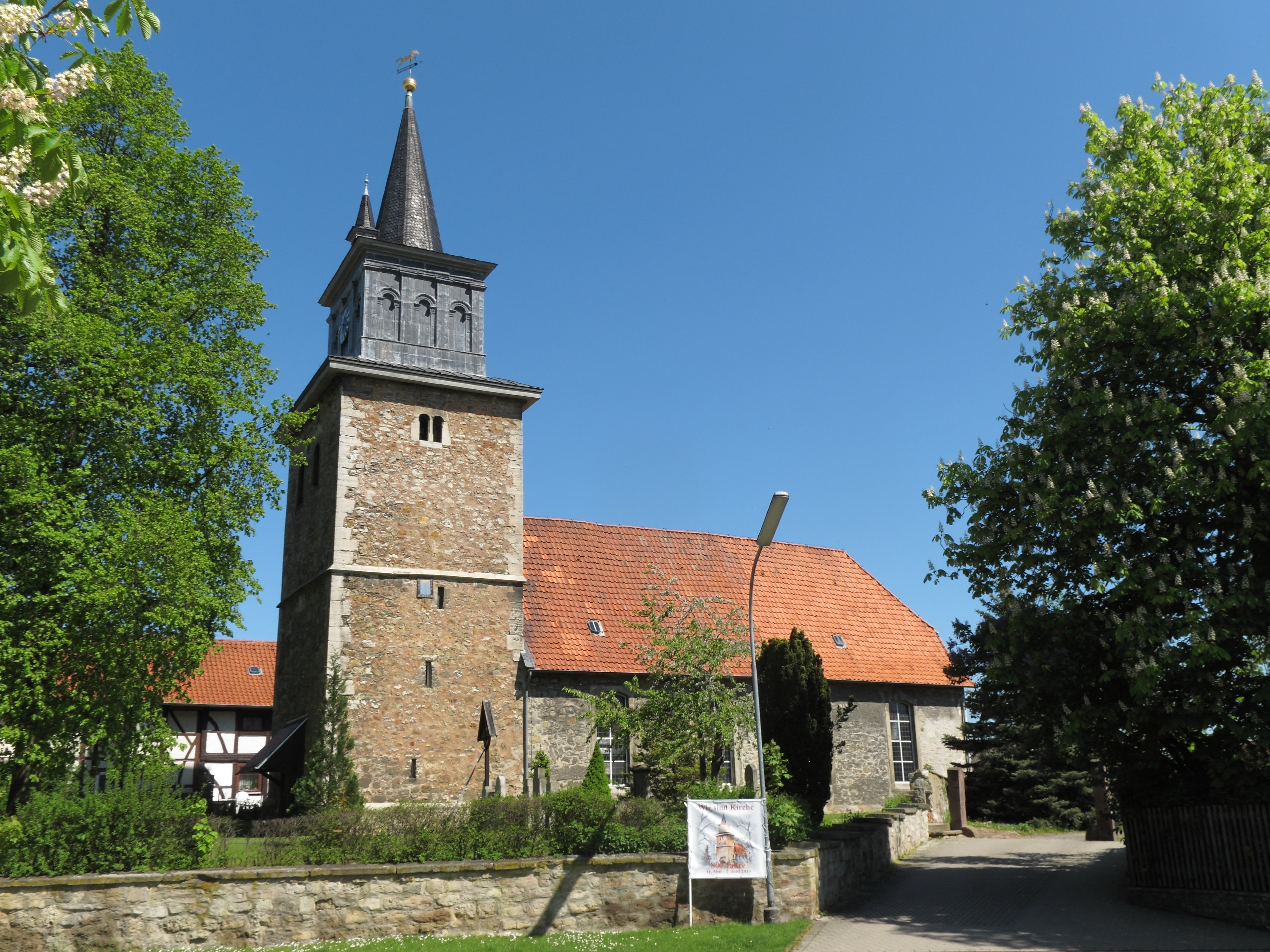
St. Peter und Paul

Die evangelisch-lutherische Kirche St. Peter und Paul steht in Börßum, einer Gemeinde der Samtgemeinde Oderwald im Landkreis Wolfenbüttel in Südost-Niedersachsen. Sie steht unter Denkmalschutz. Die Kirchengemeinde gehört zum Pfarrverband Börßum-Achim-Bornum der Propstei Schöppenstedt der Evangelisch-lutherischen Landeskirche in Braunschweig.

## Beschreibung
Die im Kern gotische Saalkirche, deren Wände aus Bruchsteinen bestehen, wurde nachträglich verlängert und sie hat nun vier Achsen. Das Kirchenschiff ist mit einem Krüppelwalmdach bedeckt. Der Kirchturm im Westen aus Bruchsteinen geht auf das Mittelalter zurück. Ihm wurde ein eingezogenes weiteres Geschoss aufgesetzt, in dem sich die Turmuhr befindet. Im darunter liegenden Geschoss sind Biforien als Klangarkaden. Im Glockenstuhl hängen drei Kirchenglocken. Seinen schiefergedeckten, spitzen, achtseitigen Helm erhielt er erst in der ersten Hälfte des 18. Jahrhunderts.